# Vågspel
Vågspel (FIN-6) är en av de sista 8mR-båtarna byggda i Finland. Hon ritades av Birger Slotte och byggdes på Wilenius båtvarv i Borgå under det finska fortsättningskriget mot Sovjetunionen. Båten byggdes för Arthur E. Nikander som ursprungligen hade beställt båten år 1941 under Mellanfreden. Nikander var kommodor för Helsingfors Segelsällskap 1933-1937. På grund av kriget försenades bygget och båten blev klar till HSS 50-årsjubileum 1943. Vågspel har deltagit i regattor i Finland och Sverige under hela sin existens. Båten har varit i finländsk ägo, utom en kort period på 60-talet då båten köptes till Sverige. Vågspel är en unik nordisk åtta som har bevarats i ursprungsskick ända tills i dag. Båten har trärigg, ursprunglig däcksplan och en stor del av sina ursprungliga beslag. Båtens hemmahamn är fortfarande HSS. Av Vågspels framgångar är de historiskt viktigaste Coppa d'Italia-segern år 1950 i Sandhamn och Sinebrychoffpokalen år 1946 likaså i Helsingfors mot utmanaren Sphinx.

## Ägarlängd
- 2002: Kim Weckström (HSS Helsingfors)
- 1996: Carina & Robert Donner (NJK Helsingfors)
- 1994: Marinette, Carina & Robert Donner (NJK Helsingfors)
- 1964: Gustaf Donner (NJK Helsingfors)
- 1961: Harry Unonius (NJK Helsingfors)
- 1958: Johan Gullichsen, Kristian Gullichsen, Georg Ehrnrooth & Gustav Donner (NJK Helsingfors)
- 1953: Alec Shaw (NJK Helsingfors)
- 1949: Björn Strandell (NJK Helsingfors)
- 1943: Arthur E. Nikander (HSS Helsingfors)

### Restaurering och renovering
| 1943-1986                           | Inga betydande restaureringar                      |
| 1987 Granströms båtvarv             | Nytt däck (teak på faner)                          |
| 1998 Granströms båtvarv, Hangö      | Ny rigg (enligt urspringsritningar)                |
| 1999–2001 Granströms båtvarv, Hangö | Nytt undervattensskorv, ruff, sittbrunn, skarndäck |
| 2009-2010 Red Sky, Kotka            | Ny rigg enligt ritningar av Juliane Hempel         |
| 2017-2018 Stockholms båtsnickeri    | Omfattande skrovrenovering                         |